# Кижи
Кижи (рус. Кижи, карел. Kiži) је острво у језеру Оњега, на североистоку Русије, у републици Карелија.
Острво Кижи је дуго 7 километара и широко 500 метара. Окружено је са око 5000 малих острваца, од којих нека нису већа од 2 метра у пречнику. Острво је одавно насељено, а данас на њему живи стотињак људи у два села. 
Кижи је познато у свету по комплексу две цркве из 18. века и осмоугаоном звонику који су израђени од дрвета. Преображењска црква из 1714. има 22 куполе које формирају једну врсту пирамиде. У цркви постоји барокни иконостас. Црква Покрова Богородице са 9 купола изграђена је 1764, у потпуности од дрвета. 
На острву постоји и најстарија руска ветрењача и музеј архитектуре у дрвету на отвореном. 
Овај изузетни споменик традиционалне архитектуре је 1990. уписан на УНЕСКО-ву листу Светске баштине. 

## Галерија
- Панорама
- Преображењска црква
- Капела Светог Лазара
- Ветрењача